# The Strange Sensation
The Strange Sensation — британская рок-группа, созданная рок-вокалистом Робертом Плантом в 2001 году для сопровождения его сольных концертов. Расформирована в 2007 году.

## История группы
В начале 2001 года Плант распускает «Priory of Brion» и формирует новую группу, названную Strange Sensation. Когда группа начала выступать они были объявлены как «Robert Plant and his Strange Sensations», но затем, когда они поехали в Штаты их название укоротилось до «Strange Sensation».
В 2002 году выходит диск Dreamland. Музыканты, с которыми был записан данный альбом и был фактически состав The Strange Sensation, хотя на самом альбоме об этом нет никаких упоминаний. Альбом представлял собой подборку блюзовых и фолковый каверов, а его «мечтательная» атмосфера вполне оправдывала название. Он был наполнен фолком, мистикой и лирикой и сильно отличался от предыдущих «Manic Nirvana» и «Principal of Moments», которые традиционно представляли Планта как рок-мятежника.
С новым материалом от легендарного Роберта Планта слушатели смогли ознакомиться в 2005 году, когда Плант при поддержке «Strange Sensation» выпустил альбом «Mighty ReArranger», который сочетал этническую музыку разных народов с влиянием западной музыки с определённым мистицизмом, с несколько циничным обращением к религии.
16 сентября 2005 группа выступила с песнями Роберта Планта и Led Zeppelin в американской телевизионной передачи Soundstage (Чикаго), их выступление транслировалось в сезоне 2006—2007 годов, а также был выпущен на DVD под названием Soundstage: Robert Plant and the Strange Sensation.
Группа завершила свои выступления в 2007 году, однако официально распущена не была.

## Участники
- Роберт Плант — вокал.
- Джастин Адамс — бас-гитара, арабский бендир, лэп-стил, мандолина, техардант; работал с Джа Вобблом, вместе Tinariwen в Мали и Брайаном Эно.
- Джон Бегготт[6] — клавишные инструменты и синтезатор и, джаз и трип-хоп исполнитель, а также участник группы «Portishead».
- Клайв Диммер[7] — бендир и барабаны; бывший джазовый барабанщик, появился в альбомах трип-хоп, участник других групп живой музыки «Portishead» и «Radiohead».
- Билли Фуллер[8] — бас-гитара и контрабас. бывший участник «Fuzz Against Junk» и участник групп «BEAK>» (с Geoff Barrow из «Portishead»), «The Moles» и «Malakai».
- Лиам Тайсон — бас, акустическая, электрическая и переносная стол-гитара; играл в группах «Cast» и «Men from Mars».

бывшие участники
- Чарли Джонс — басист «Page and Plant»
- Порл Томпсон — мультиинструменталист «Page and Plant», бывший участник группы «The Cure».